# Championnat de France de roller in line hockey
Le championnat de France de roller in line hockey, appelé Ligue Élite, est une compétition annuelle mettant aux prises les dix meilleurs clubs de roller in line hockey en France. Le vainqueur de cette compétition est désigné champion de France de roller in line hockey. Le championnat existe depuis 1995 et est géré par la Commission Sportive Roller Hockey, dépendant de la Fédération française de roller et skateboard. La compétition était nommée Nationale 1 de 2001 à 2007, mais depuis la saison 2007-2008 elle porte son nom actuel.

## Format de la compétition
Les dix équipes participant à la compétition s'affrontent en matchs aller et retour. À l'issue de la fin de la saison régulière, les 8 premiers sont qualifiés pour la phase de playoffs. Le vainqueur de la phase des playoffs est proclamé champion de France Elite de roller in line hockey. L'équipe classée dernière, à l'issue de la saison régulière se voit reléguer en Nationale 1. L'avant-dernière équipe, elle, doit se soumettre à un match dit de "barrage" contre le finaliste perdant de la Nationale 1.
Le classement est établi en totalisant les points marqués pour chaque rencontre. Un match rapporte 3 points au vainqueur et 0 point au perdant. En cas de match nul, chaque équipe se voit attribuer 1 point. Une équipe déclarant forfait se voit attribuer 2 points de pénalité (-2), l'équipe adverse marquant alors 3 points et gagnant sur la partie sur le score de 5-0 avec l’attribution des buts à son capitaine. Si les deux équipes déclarent forfait, chacune a 2 points de pénalité et le score du match est de 0-0.
En cas d’égalité au classement entre plusieurs équipes, elles sont départagées à la différence de buts particulière dans les matchs entre les équipes à égalité, à la différence de buts générale sur tout le championnat, au plus grand nombre de buts marqués, et enfin au plus petit temps de pénalité si nécessaire. La différence de buts particulière n'est prise en compte que s'il y a égalité entre deux équipes.

## Clubs de l'édition 2023-2024
| La saison 2023-2024 de la Ligue Élite réunit 10 clubs: \| Club \| Ville \| Salle \| Capacité \| Création \| \| --------------------------------------- \| --------------------- \| -------------------------- \| -------- \| -------- \| \| Lions de Bordeaux \| Bordeaux \| Gymnase Viriginia \| \| 1998 \| \| Diables Rethelois \| Rethel \| Salle omnisports de Rethel \| \| 1998 \| \| Prédateurs de Vierzon \| Vierzon \| Salle Entrepose \| 200[3] \| 1998[4] \| \| Fous du Bitume de Villeneuve-la-Garenne \| Villeneuve-la-Garenne \| Gymnase Fernand Schwartz \| \| 1995 \| \| Hawks d'Angers \| Angers \| Salle Debussy \| \| 1996 \| \| Bombardiers d'Epernay \| Epernay \| Parc Maigret \| \| 2007 \| \| Roller Skating Hockey Caen \| Caen \| Halle des Granges \| \| 1996 \| \| Artzak \| Anglet \| Salle du Pignada \| \| 2000 \| \| Phénix de Ris Orangis \| Ris Orangis \| Halle J.Trevisan \| 300 \| 1995 \| \| Yéti's de Grenoble \| Grenoble \| Halle Clemenceau \| 1200 \| 1994 \| |                       |                            |          |          |
| Club | Ville                 | Salle                      | Capacité | Création |
| Lions de Bordeaux | Bordeaux              | Gymnase Viriginia          |          | 1998     |
| Diables Rethelois | Rethel                | Salle omnisports de Rethel |          | 1998     |
| Prédateurs de Vierzon | Vierzon               | Salle Entrepose            | 200      | 1998     |
| Fous du Bitume de Villeneuve-la-Garenne | Villeneuve-la-Garenne | Gymnase Fernand Schwartz   |          | 1995     |
| Hawks d'Angers | Angers                | Salle Debussy              |          | 1996     |
| Bombardiers d'Epernay | Epernay               | Parc Maigret               |          | 2007     |
| Roller Skating Hockey Caen | Caen                  | Halle des Granges          |          | 1996     |
| Artzak | Anglet                | Salle du Pignada           |          | 2000     |
| Phénix de Ris Orangis | Ris Orangis           | Halle J.Trevisan           | 300      | 1995     |
| Yéti's de Grenoble | Grenoble              | Halle Clemenceau           | 1200     | 1994     |

## Palmarès
Depuis le premier championnat de France en 1995 jusqu'à la saison 2022-2023, neufs clubs ont été champions.
Les plus titrés sont les Diables Rethelois. 
| Saison    | Champion                                    | Deuxième                                    | Troisième                                   |
| --------- | ------------------------------------------- | ------------------------------------------- | ------------------------------------------- |
| 1995-1996 | Seyssins (1)                                |                                             |                                             |
| 1996-1997 | Seyssins (2)                                |                                             |                                             |
| 1997-1998 | Hawks d'Angers (1)                          |                                             |                                             |
| 1998-1999 | Rapaces de Reims                            |                                             |                                             |
| 1999-2000 | Hawks d'Angers (2)                          |                                             |                                             |
| 2000-2001 | Hawks d'Angers (3)                          | Diables Rethelois                           |                                             |
| 2001-2002 | Hawks d'Angers (4)                          | Diables Rethelois                           | Yéti's de Grenoble                          |
| 2002-2003 | Diables Rethelois (1)                       | Hawks d'Angers                              | Corsaires de Paris XIII                     |
| 2003-2004 | Diables Rethelois (2)                       | Hawks d'Angers                              | Apaches de Tours                            |
| 2004-2005 | Diables Rethelois (3)                       | Hawks d'Angers                              | Yéti's de Grenoble                          |
| 2005-2006 | Diables Rethelois (4)                       | Hawks d'Angers                              | Impérial de La Roche-sur-Yon                |
| 2006-2007 | Diables Rethelois (5)                       | Artzak d'Anglet                             | Yéti's de Grenoble                          |
| 2007-2008 | Diables Rethelois (6)                       | Artzak d'Anglet                             | Hawks d'Angers                              |
| 2008-2009 | Diables Rethelois (7)                       | Artzak d'Anglet                             | Hawks d'Angers                              |
| 2009-2010 | Artzak d'Anglet (1)                         | Ecureuils d'Amiens                          | Diables Rethelois                           |
| 2010-2011 | Artzak d'Anglet (2)                         | Diables Rethelois                           |                                             |
| 2011-2012 | Artzak d'Anglet (3)                         | Diables Rethelois                           | Fous du Bitume de Villeneuve-la-Garenne     |
| 2012-2013 | Corsaires de Paris XIII                     | Artzak d'Anglet                             |                                             |
| 2013-2014 | Diables Rethelois (8)                       | Yéti's de Grenoble                          |                                             |
| 2014-2015 | Diables Rethelois (9)                       | Hawks d'Angers                              |                                             |
| 2015-2016 | Diables Rethelois (10)                      | Corsaires de Paris XIII                     |                                             |
| 2016-2017 | Diables Rethelois (11)                      | Tigres de Garges                            |                                             |
| 2017-2018 | Tigres de Garges                            | Diables Rethelois                           |                                             |
| 2018-2019 | Fous du Bitume de Villeneuve-la-Garenne (1) | Diables Rethelois                           |                                             |
| 2019-2020 | Annulées à cause de la pandémie de Covid-19 | Annulées à cause de la pandémie de Covid-19 | Annulées à cause de la pandémie de Covid-19 |
| 2020-2021 | Annulées à cause de la pandémie de Covid-19 | Annulées à cause de la pandémie de Covid-19 | Annulées à cause de la pandémie de Covid-19 |
| 2021-2022 | Fous du Bitume de Villeneuve-la-Garenne (2) | Yéti's de Grenoble                          |                                             |
| 2022-2023 | Diables Rethelois (12)                      | Fous du Bitume de Villeneuve-la-Garenne     |                                             |
| 2023-2024 | Fous du Bitume de Villeneuve-la-Garenne (3) | Diables Rethelois                           |                                             |
| 2024-2025 | Diables Rethelois (13)                      | Fous du Bitume de Villeneuve-la-Garenne     |                                             |